# Duurzaam ontwerpen

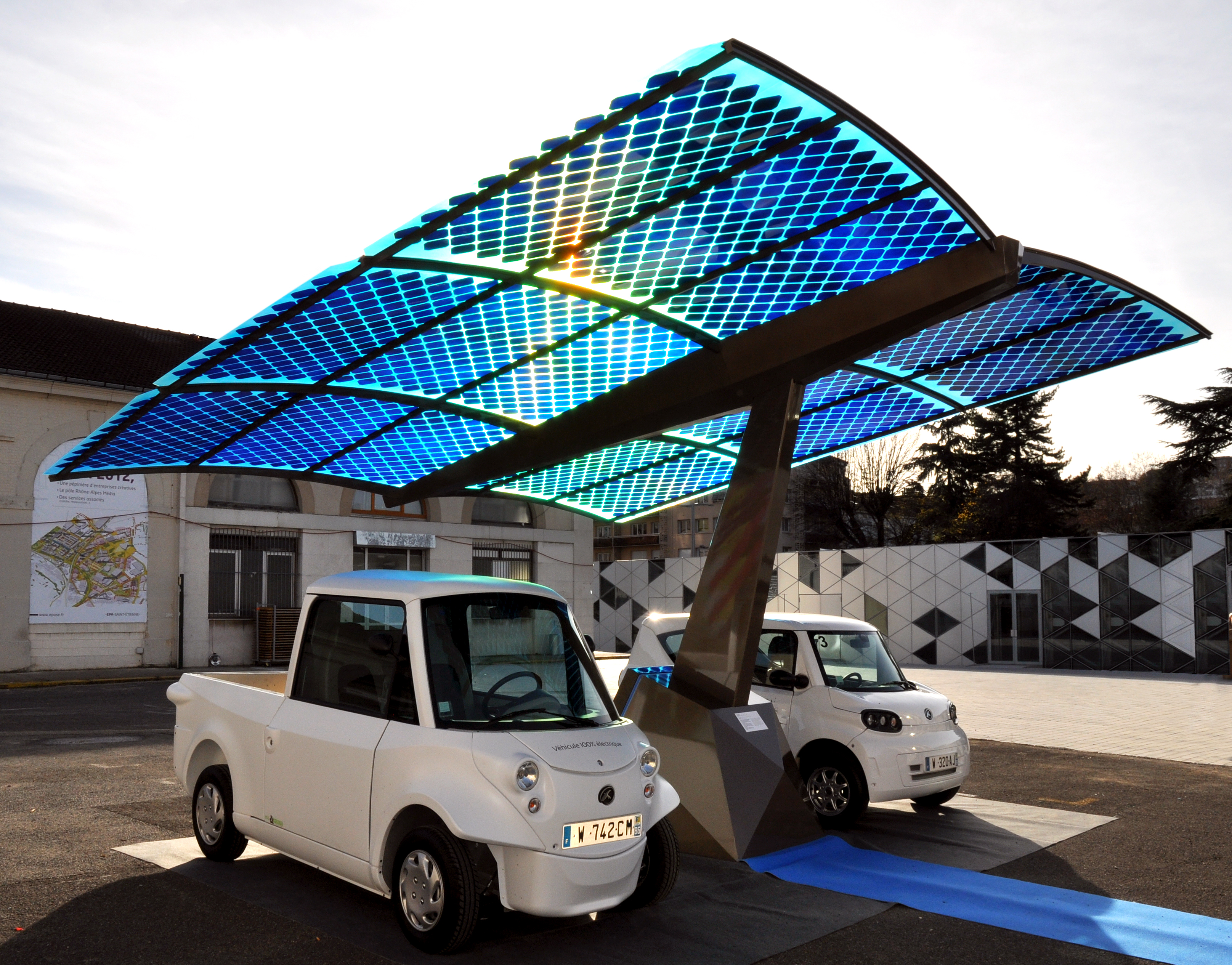
Duurzaam oplaadstation met zonnepanelen voor elektrische voertuigen

Duurzaam ontwerpen is het ontwerpen van fysieke objecten op een manier die past bij een duurzame ontwikkeling.

## Doel
De bedoeling van duurzaam ontwerpen is bij het ontwerpen zoveel mogelijk met duurzaamheid rekening te houden. Dat betekent onder meer "het zoveel mogelijk vermijden van negatieve gevolgen voor het milieu, met behulp van doelmatig, intelligent design" en het gebruik van hernieuwbare hulpbronnen.
Al zijn technische aspecten van belang, nadrukkelijk betrekt men ecologische, economische en sociale aspecten bij het ontwerp en zoekt men naar een balans.
Daarbij sluit men aan bij de benadering van duurzame ontwikkeling in het Brundtland-rapport: "een zodanige ontwikkeling dat wordt voorzien in de behoeften van de huidige generatie zonder daarbij de behoeften van de toekomstige generaties in gevaar te brengen." Dit betekent een ontwikkeling die rekening houdt met sociale, economische en ecologische processen en structuren, overal in de wereld, op korte en lange termijn.

## Toepassingen
Toepassingen van duurzaam ontwerpen vindt men op verschillende schaalgrootte, uiteenlopend van kleine voorwerpen voor het dagelijks gebruik, tot en met gebouwen, steden, en de fysieke oppervlakte van de aarde. Het is dus het domein van verschillende disciplines: architectuur, landschapsarchitectuur, stedenbouw, stedelijke planning, grafische vormgeving, industriële vormgeving, interieurontwerp, mode en technologische innovatie.
In het licht van een transitie naar een duurzame samenleving is het effect van duurzaam ontwerpen tot nu toe beperkt omdat het zich richt op een gering aantal goederen en diensten.

## Principes van duurzaam ontwerpen
Hoewel de vormgeving van duurzaam ontwerp per discipline en toepassingsgebied uiteenloopt, komen een aantal principes veel voor:
- Materiaalgebruik: kies niet-giftige, duurzaam geproduceerde of gerecyclede materialen die weinig energie vergen bij de verwerking. Materiaaldatabanken helpen de juiste materialen te vinden. Bij betaalde (zoals www.materialmatters.nl) en gratis databanken (zoals www.idemat.nl) zijn materialen te bekijken, vergelijken en hun ecologische aspecten te ontdekken.
- Energie-efficiëntie: gebruik productieprocessen en maak producten die minder energie nodig hebben. Inkt op waterbasis, lokaal geproduceerd en via de fairtrade in Nederland op de markt gebracht, is een voorbeeld.
- Kwaliteit en levensduur: een langere levensduur en beter functionerende producten hoeven minder vaak te worden vervangen.
- Hergebruik en recycling: "Producten, processen en systemen moeten worden ontworpen voor prestaties in een commercieel 'leven na de dood'."[4]
- Ecologische voetafdruk: Voor iedere gebruikte hulpbron moet de totale ecologische voetafdruk en een schatting van de volledige levensduur beschikbaar zijn. Dat is een ingewikkeld proces, maar het geeft wel een goed beeld van de mogelijke gevolgen voor het milieu.
- Standaardnormen: Standaardnormen voor een duurzaam ontwerp komen steeds meer tot ontwikkeling, onder meer voor duurzame bouw. Binnen industrie, overheid, onderwijs- en overheidsinstellingen doen zich snelle ontwikkelingen voor.
- Biomimicry: Binnen verschillende wetenschappen zoekt men naar oplossingen voor menselijke/maatschappelijke problemen door het nabootsen van oplossingen uit de natuur .[5]
- Vervangend gebruik/gemeenschappelijkheid: het verschuiven van de wijze van consumptie van persoonlijke eigendom van de producten naar de levering van diensten voor gemeenschappelijk gebruik. Bijvoorbeeld in plaats van een privé-auto aan te schaffen, gebruik te maken van een deelauto-service. Een dergelijk systeem bevordert het minimale gebruik van hulpbronnen per consumptie-eenheid (bijvoorbeeld per gereden rit).[6]
- Hernieuwbaarheid en regio: materialen moeten uit de regio komen. Wanneer ze niet meer bruikbaar zijn, moeten ze in andere producten verwerkt kunnen worden.

## Voorbeelden van duurzaam ontwerpen

### Duurzame architectuur

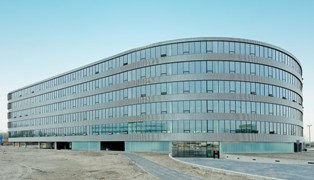
Schiphol heeft op de vakbeurs Building Holland in de Amsterdamse RAI uit handen van de Dutch Green Building Council het eerste BREEAM-NL certificaat voor duurzaam bouwen ontvangen voor kantoorgebouw TransPort op Schiphol-Oost. Het is voor het eerst dat dit certificaat is uitgereikt aan een Nederlands gebouw. Kantoorgebouw TransPort is als ‘Very Good’ gewaardeerd.

Duurzame architectuur is gericht op het milieubewuste ontwerpen van gebouwen. De ontwerper streeft naar het minimaliseren van milieuschade van gebouwen, door verbetering van de efficiency en het gebruik van materialen, energie en ontwikkeling van de ruimte. Duurzame bouw zorgt ervoor dat acties en beslissingen van vandaag niet de kansen van de toekomstige generaties afremmen.

### Duurzaam landschaps- en tuinontwerp
Duurzame vormen van landschapsarchitectuur omvatten de planning en het ontwerp van de buitenruimte o.a. door energie-efficiënte groenvoorzieningen, bijvoorbeeld door het planten van bomen om gebouwen om ze te beschermen tegen wind en zon. Men werkt vaak met behulp van lokale materialen en groen, zoals droogte-resistente aanplant in droge gebieden (xeriscapingen) en is zuinig met materialen, bijvoorbeeld door op locatie uitgevoerde compostering om afvaltransport te verminderen. Soms krijgen wilde flora en fauna veel ruimte om de bio-diversiteit te stimuleren. In op landbouwproductie gerichte duurzame landschappen vindt duurzame landbouw plaats, een vorm van landbouw waar op een zodanige wijze wordt geproduceerd dat er geen negatieve gevolgen zijn voor het landschap, de biodiversiteit en het milieu. De uitstoot van residuen, nutriënten en pesticiden wordt tot het uiterste beperkt en het gebruik van water, energie en grondstoffen is zodanig georganiseerd dat er geen tekorten optreden. Voor de vormgeving heeft dit consequenties, zoals de aanwezigheid van houtwallen en windmolens.

### Duurzaam grafisch ontwerp
Duurzaam grafisch ontwerp vermindert de milieu-effecten van grafische producten, zoals verpakking, drukwerk en publicaties. Men let op de gehele levenscyclus van grondstoffen, via fabricage, transport en gebruik tot uiteindelijk het afval.
Voorbeelden van duurzame grafische vormgeving zijn vermindering van materiaalgebruik bij de productie, het gebruik van gerecyclede materialen, kiezen voor een FSC-gecertificeerde of zelfs ongebleekte papiersoort met zo weinig mogelijk chemicaliën zoals optische witmakers, het laten printen met VOS (Vluchtige Organische Stoffen)-arme inkt of zelfs bij drukkerijen die werken met soja-inkten of met waterless printing, of werken met een digitale duplicator en ook daar kiezen voor soja-inkt, en het gebruik van distributiemethoden die weinig transport vereisen dan wel een drukkerij die dicht bij het afleverpunt is gelegen.
De graficus zelf kan de delen die niet in het zicht zijn onbedrukt aanleveren bij de drukker, drukwerk opmaken in het lettertype Ecofont, of in het grafisch ontwerp de anders onbedrukte restruimte benutten.

### Duurzame huishoudelijke goederen
Duurzaam ontwerp van huishoudelijke goederen zoals machines en meubilair richt zich op een zodanig ontwerp dat reparatie en demontage (voor recycling) mogelijk, dat men gebruikmaakt van recyclebare materialen zoals staal, aluminium en glas of hernieuwbare materialen, zoals hout en kunststoffen uit natuurlijke grondstoffen, en dat het gebruikte materiaal afbreekbaar is.

### Duurzame energie
Duurzame energie is energie waarover de mensheid voor onbeperkte tijd kan beschikken en waarbij, door het gebruik ervan, het leefmilieu en de mogelijkheden voor toekomstige generaties niet worden benadeeld. Vormen van duurzame energie zijn bijvoorbeeld zonne-energie en windenergie, bronnen die nog vele eeuwen beschikbaar zullen zijn.
Duurzame energie wordt vaak gelijkgesteld aan hernieuwbare energie. Er is echter een verschil. In de Europese Unie wordt ook gesproken over low carbon energy, 'lage CO2 energie'. Deze termen worden vaak gebruikt ter ondersteuning van energiebronnen die niet algemeen worden erkend als duurzaam of hernieuwbaar, zoals elektriciteit uit kolencentrales met CO2 afvang en opslag, of kernenergie. Biomassa is weliswaar een hernieuwbare energiebron, maar -indien op grote schaal toegepast- niet duurzaam, daar het ten koste kan gaan van de natuurlijke omgeving en bovendien op gespannen voet met de wereldvoedselvoorziening en de kleinschalige landbouw kan staan.
Door uiteenlopende aanpassingen kunnen behalve energiegebruik, ook warmteregulatie en ventilatie duurzamer worden, bijvoorbeeld door isolatie van leidingen, geothermische warmtepompen, warmteterugwinningsventilatie, waterwarmterecycling, passieve koeling, seizoensgebonden warmte-opslag of zonneboilers.